# Camotán
Camotán – miasto w południowo-wschodniej części Gwatemali w departamencie Chiquimula, leżące w odległości około 30 km na wschód od stolicy departamentu i 20 km od granicy państwowej z Hondurasem, nad rzeką Río Grande. Miasto tworzy jedną, najliczebniejszą w departamencie, aglomerację z miejscowością Jocotán.
Miasto jest także siedzibą władz gminy o tej samej nazwie, która w 2012 roku liczyła 51 714 mieszkańców. Gmina jest średniej wielkości, a jej powierzchnia obejmuje 232 km².